# Новое-на-Комье
Новое-на-Комье — деревня в Грязовецком районе Вологодской области.
Входит в состав Комьянского муниципального образования, с точки зрения административно-территориального деления — в Комьянский сельсовет.
Расстояние по автодороге до районного центра Грязовца — 22,9 км, до центра муниципального образования Хорошево — 2 км.
По данным переписи в 2002 году постоянного населения не было.